# Episodi di JJ Villard's Fairy Tales
La prima stagione della serie animata JJ Villard's Fairy Tales, composta da 6 episodi, è stata trasmessa negli Stati Uniti, da Adult Swim, dal 1º aprile 2020 al 15 giugno 2020.
| nº | Titolo originale       | Prima TV USA   |
| -- | ---------------------- | -------------- |
| 1  | Boypunzel              | 11 maggio 2020 |
| 2  | The Goldilox Massacre  | 1º aprile 2020 |
| 3  | Little Red Riding Hood | 25 maggio 2020 |
| 4  | Pinocchio              | 1º giugno 2020 |
| 5  | Rumpelstiltskin        | 8 giugno 2020  |
| 6  | Snow White             | 15 giugno 2020 |

## Boypunzel
- Titolo originale: Boypunzel
- Diretto da: JJ Villard
- Scritto da: James Merrill, Johnny Ryan e JJ Villard

### Trama
Riprendendo la fiaba Rapunzel, viene raccontata la storia di un ragazzo che è intrappolato in una relazione tossica che lo chiude dal mondo esterno. Boypunzel dipende dalla sua madre abusiva e magica, tuttavia incontra una ragazza con cui fa amicizia e gli mostra le gioie della vita. Boypunzel si ritrova presto in una situazione difficile quando è costretto a scegliere tra la madre e la ragazza.
- Ascolti USA: telespettatori 610.000 – rating/share 18-49 anni.[3]

## The Goldilox Massacre
- Titolo originale: The Goldilox Massacre
- Diretto da: JJ Villard
- Scritto da: James Merrill, Johnny Ryan e JJ Villard

### Trama
Riprendendo la favola La storia dei tre orsi, Riccioli d'oro esce nel bosco dove gli orsi hanno messo una trappola all'interno di una casa in cui si imbatte. Dopo aver mangiato tutto il cibo, tenta di usare il bagno tuttavia viene sbranata nelle natiche. Riccioli d'oro trova delle nuove natiche e decide di andare a dormire al piano di sopra. Gli orsi si presentano, tuttavia la ragazza distrugge la casa, uccidendo tutti gli orsi, grazie ai suoi superpoteri. Le parti dei corpi degli orsi si ricompongono in un unico grande mostro, il quale cerca di uccidere Riccioli d'oro. Il mostro si presenta quindi a casa di Riccioli d'oro dove segue una grande battaglia, tuttavia il capo famiglia fa esplodere gli orsi.
- Ascolti USA: telespettatori 332.000 – rating/share 18-49 anni.[4]